# Vinita Park (Misuri)
Vinita Park es una ciudad ubicada en el condado de San Luis en el estado estadounidense de Misuri. En el Censo de 2010 tenía una población de 1880 habitantes y una densidad poblacional de 1.006,76 personas por km².

## Geografía
Vinita Park se encuentra ubicada en las coordenadas 38°41′21″N 90°20′24″O / 38.68917, -90.34000. Según la Oficina del Censo de los Estados Unidos, Vinita Park tiene una superficie total de 1.87 km², de la cual 1.87 km² corresponden a tierra firme y (0%) 0 km² es agua.

## Demografía
Según el censo de 2010, había 1880 personas residiendo en Vinita Park. La densidad de población era de 1.006,76 hab./km². De los 1880 habitantes, Vinita Park estaba compuesto por el 30.11% blancos, el 64.89% eran afroamericanos, el 0.53% eran amerindios, el 0.21% eran asiáticos, el 2.02% eran de otras razas y el 2.23% pertenecían a dos o más razas. Del total de la población el 4.68% eran hispanos o latinos de cualquier raza.